# تپه عیسی کتی
تپه عیسی کتی مربوط به هزاره اول - دوران‌های تاریخی پس از اسلام است و در بابل، میر بازار واقع شده و این اثر در تاریخ ۲۲ اردیبهشت ۱۳۵۶ با شمارهٔ ثبت ۱۴۱۱ به‌عنوان یکی از آثار ملی ایران به ثبت رسیده‌است.